# Székány Géza
Székány Géza, született: Székány Géza István (Budapest, 1890. március 25. – ?, 1958. március 6.) válogatott labdarúgó, csatár, edző.

## Családja
Szülei Székány Antal hivatalnok és Borbély Erzsébet.

## Pályafutása

### Klubcsapatban
A 33 FC labdarúgója volt. Nagy hátrányt jelentett számára, hogy játék közben is szemüveget kellett viselnie. Visszavonulása után emiatt nem fogadták el jelentkezését a játékvezetők testületében.

### A válogatottban
1911-ben egy alkalommal szerepelt a magyar válogatottban.

### Edzőként
1930–31-ben a Genoa edzőjeként dolgozott.

## Statisztika

### Mérkőzése a válogatottban
| Magyarország | Magyarország    | Magyarország                | Magyarország | Magyarország | Magyarország | Magyarország | Magyarország | Magyarország |
| #            | Dátum           | Helyszín                    | Hazai        | Eredmény     | Vendég       | Kiírás       | Gólok        | Esemény      |
| ------------ | --------------- | --------------------------- | ------------ | ------------ | ------------ | ------------ | ------------ | ------------ |
| 1.           | 1911. január 6. | Milánó, Stadio Civico Arena | Olaszország  | 0 – 1        | Magyarország | barátságos   | -            |              |
|              | Összesen        |                             |              | 1            | mérkőzés     |              | 0            | gól          |